# Microlicia pseudoscoparia
Microlicia pseudoscoparia är en tvåhjärtbladig växtart som beskrevs av Célestin Alfred Cogniaux. Microlicia pseudoscoparia ingår i släktet Microlicia och familjen Melastomataceae. Inga underarter finns listade i Catalogue of Life.